# Bhagwant Nagar
Bhagwant Nagar es un pueblo y nagar Panchayat situado en el distrito de Unnao en el estado de Uttar Pradesh (India). Su población es de 6995 habitantes (2011). 

## Demografía
Según el censo de 2011 la población de Bhagwant Nagar era de 6995 habitantes, de los cuales 3434 eran hombres y 3561 eran mujeres. Bhagwant Nagar tiene una tasa media de alfabetización del 66,57%, inferior a la media estatal del 67,68%: la alfabetización masculina es del 75,18%, y la alfabetización femenina del 58,38%.